# إريك رييس
إريك رييس (بالإنجليزية: Eric Ries) هو مؤلف ورائد أعمال وكاتب أمريكي، ولد في 22 سبتمبر 1979.

## وصلات خارجية
- إريك رييس على موقع ميوزك برينز (الإنجليزية)